# ویکتور ایبانز
ویکتور ایبانز (انگلیسی: Víctor Ibáñez؛ زادهٔ ۲۱ آوریل ۱۹۸۹) بازیکن فوتبال اهل اسپانیا است.